# گایزمیلز (پنسیلوانیا)
گایزمیلز (به انگلیسی: Guys Mills) یک منطقهٔ مسکونی در ایالات متحده آمریکا است که در پنسیلوانیا واقع شده‌است. گایزمیلز ۰٫۴۰ کیلومتر مربع مساحت و ۱۲۴ نفر جمعیت دارد و ۴۲۰٫۶۳ متر بالاتر از سطح دریا واقع شده‌است.